# Deutscher Soldatenfriedhof Lambersart

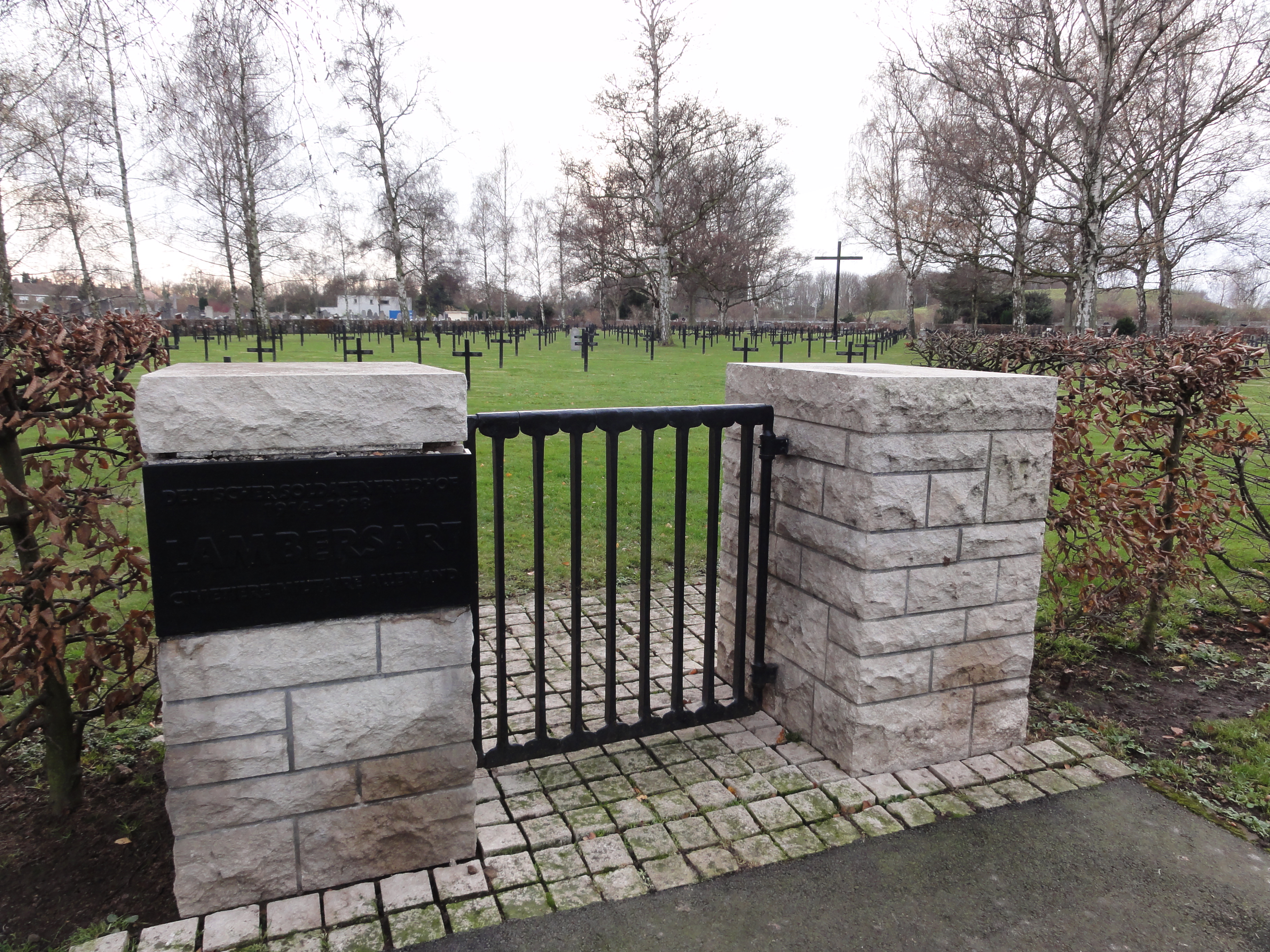
Image

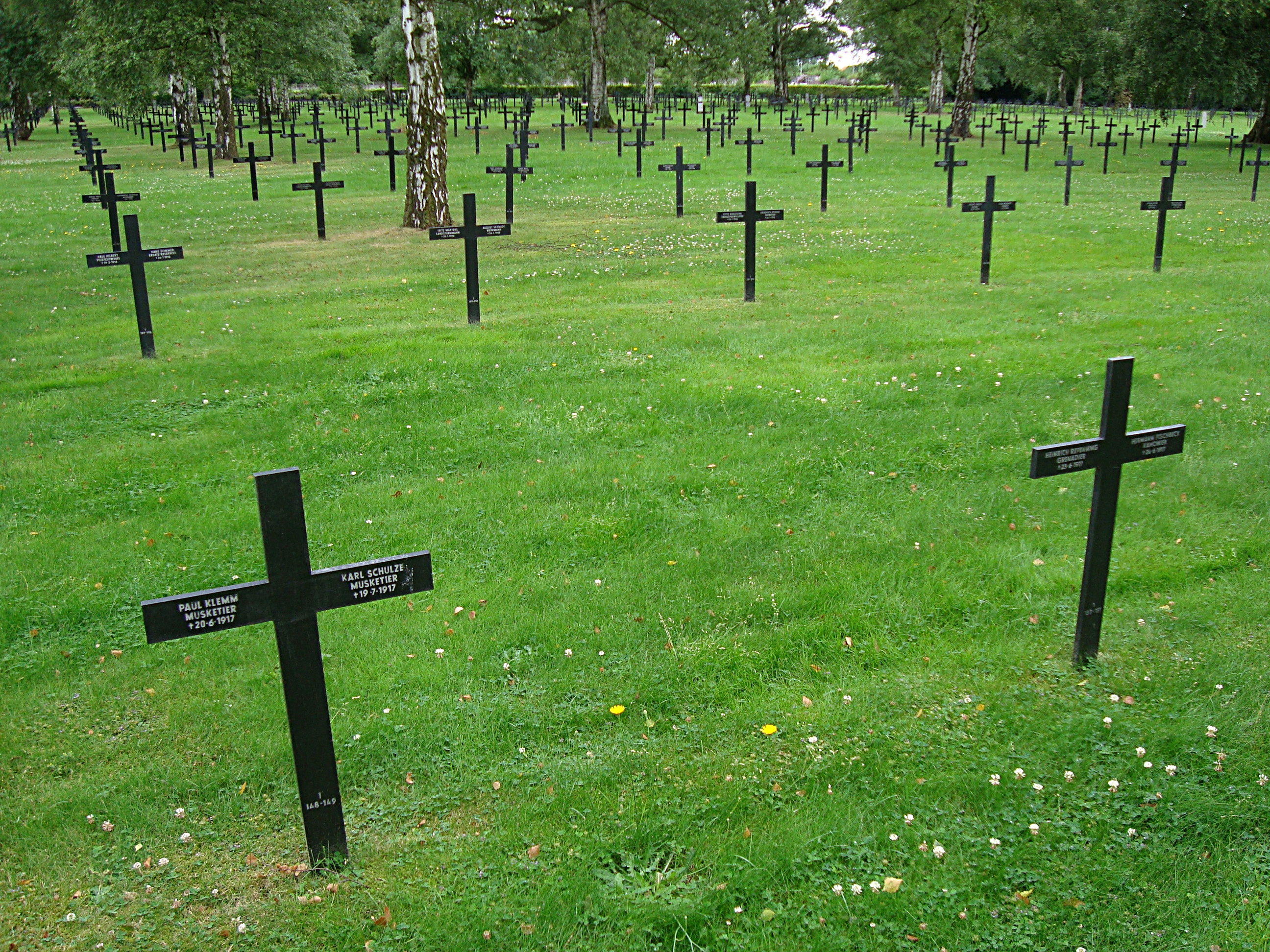
Deutscher Soldatenfriedhof Lambersart

Het Deutscher Soldatenfriedhof Lambersart is een militaire begraafplaats in de Franse gemeente Lambersart. Er rusten 5.090 Duitse soldaten die sneuvelden in de Eerste Wereldoorlog, waarvan er 502 onbekend bleven. De begraafplaats ligt in het noordwesten van de gemeente, naast de gemeentelijke begraafplaats en de Rijselse randweg D652. Metalen kruisjes tonen de graven en namen van de gesneuvelden. 4689 soldaten, waarvan 186 onbekend, rusten in zo'n individueel graf. Daarnaast zijn er ook twee massagraven met 401 gesneuvelden, waarvan 316 onbekend. Het is een begraafplaats van de Volksbund Deutsche Kriegsgräberfürsorge.
Lambersart lag tijdens de oorlog nabij het Westfront. In de omgeving sneuvelden heel wat soldaten in 1914, aan het begin van de oorlog, ten westen van Rijsel en ten zuiden van Ieper in België. Ook de veldslagen van 1917, waaronder de Slag bij Arras en de Derde Slag om Ieper maakten heel wat slachtoffers. Het Duitse Lenteoffensief van 1918 zorgde weer voor heel wat slachtoffers. De begraafplaats werd pas na de oorlog, in 1921 en 1922, aangelegd door de Franse militaire overheid, die hier gesneuvelden overbracht uit verschillende begraafplaatsen uit de omgeving. Zo werden meer dan 500 graven overgebracht uit Gondecourt, meer dan 1000 Lomme en 500 uit Roubaix.
Eind jaren 60 en begin jaren 70 kwam er een definitief ontwerpen van de Duitse begraafplaatsen. In Lambersart werd onder meer een nieuwe toegang gemaakt en in het midden van de begraafplaats werd een natuurstenen hoogkruis opgetrokken. De houten grafkruisjes werden in 1979 vervangen door metalen kruisen, met uitzondering van 14 Joodse graven, waar een gedenksteen met Hebreeuwse opschriften staat.